# Скотт Каан
Скотт Ендрю Каан (англ. Scott Andrew Caan; нар. 23 серпня 1976, Лос-Анджелес, Каліфорнія) — американський актор кіно і телебачення, син Джеймса Каана. Найбільш відомий за роллю Терка Меллойя у «Трилогії Оушена» (2001-07), а також за роллю Денні Вільямса в телесеріалі «Гаваї 5.0» (2010-20).

## Біографія
Скотт Каан народився в Лос-Анджелес е в сім'ї акторів. Його мати, Шейла Райан була моделлю і актрисою, а батько відомий кіноактор Джеймс Каан. Його бабуся і дідусь по батьківській лінії були єврейськими іммігрантами з Німеччині. Батьки Скотта розлучилися через рік після його народження, він має чотирьох братів і сестер від інших шлюбів батька.
Каан — фанат реп-гурту Cypress Hill і House of Pain. До надходження в акторську школу в Лос-Анджелесі був членом хіп-хоп гурту The Whooliganz разом з The Alchemist. Акторську кар'єру почав в 1995 році. Свої перші великі ролі він зіграв у фільмах: «Чорне і біле» і «До бою готові». В основному Скотт Каан прославився завдяки ролі Терка Меллойя в фільмах «11 друзів Оушена», «12 друзів Оушена» і «13 друзів Оушена». Він також знявся на телебаченні, в 19-ти епізодах серіалу «Антураж». З 2010 року виконує одну з головних ролей в детективному телесеріалі «Гаваї 5.0».

### Особисте життя
У Скотта є коричневий пояс по бразильському джиу-джитсу.
9 липня 2014 року у Скотта і його дівчини Кейсі Байксбі народилася дочка Джозі Джеймс Каан.

## Фільмографія

### Фільми
| Рік  |   | Українська назва                 | Оригінальна назва             | Роль             |
| ---- | - | -------------------------------- | ----------------------------- | ---------------- |
| 1995 | ф | Хлопець, якого звали «Ненависть» | A Boy Called Hate             | Стів «Ненависть» |
| 1997 | ф | Ніде                             | Nowhere                       | Дакі             |
| 1997 | ф | В наркотичних хвилях             | Bongwater                     | Боббі            |
| 1998 | ф | Ворог держави                    | Enemy of the State            | Джонс            |
| 1999 | ф | Студентська команда              | Varsity Blues                 | Чарлі Твідер     |
| 1999 | ф | Чорне і біле                     | Black and White               | Скотті           |
| 2000 | ф | Викрасти за 60 секунд            | Gone in 60 Seconds            | Тумблер          |
| 2000 | ф | До бою готові                    | Ready to Rumble               | Шон Доукінс      |
| 2000 | ф | У топці                          | Boiler Room                   | Річі О'Флаерті   |
| 2001 | ф | Американські герої               | American Outlaws              | Коул Янгер       |
| 2001 | ф | Новокаїн                         | Novocaine                     | Дуейн Айві       |
| 2001 | ф | 11 друзів Оушена                 | Ocean's Eleven                | Терк Маллой      |
| 2002 | ф | Санні                            | Sonny                         | Джессі           |
| 2003 | ф | Даллас 362                       | Dallas 362                    | Даллас           |
| 2004 | ф | 12 друзів Оушена                 | Ocean's Twelve                | Терк Маллой      |
| 2004 | ф | Ю-429. Підводна в'язниця         | In Enemy Hands                | Ренделл Салліван |
| 2005 | ф | Ласкаво просимо до раю           | Into the Blue                 | Брайс            |
| 2006 | ф | Покладися на друзів              | Friends with Money            | Майк             |
| 2006 | ф | Собача проблема                  | The Dog Problem               | Каспер           |
| 2006 | ф | Самотні серця                    | Lonely Hearts                 | детектив Рейлі   |
| 2007 | ф | 13 друзів Оушена                 | Ocean's Thirteen              | Терк Маллой      |
| 2007 | ф | Закони Брукліна                  | Brooklyn Rules                | Кормин Манкузо   |
| 2008 | ф | Знайомтеся: Дейв                 | Meet Dave                     | офіцер Дулі      |
| 2009 | ф | Глибоко в долині                 | Deep in the Valley            | Род Кеннон       |
| 2013 | ф |                                  | 3 Geezers!                    | Скотт            |
| 2015 | ф | Рок на Сході                     | Rock the Kasbah               | Джейк            |
| 2016 | ф |                                  | All At Once                   | Олександр Кларк  |
| 2018 | ф |                                  | Untogether                    | Елліс            |
| 2023 | ф |                                  | One Day as a Lion             | Джекі Пауерс     |
| 2026 | ф | Пригоди Кліффа Бута              | The Adventures of Cliff Booth |                  |

### Телебачення
| Рік       |   | Українська назва              | Оригінальна назва           | Роль                  |
| --------- | - | ----------------------------- | --------------------------- | --------------------- |
| 2009—2011 | с | Антураж                       | Entourage                   | Скотт Левін           |
| 2010—2020 | с | Гаваї 5.0                     | Hawaii Five-0               | Денні «Данно» Вільямс |
| 2012      | с | Морська поліція: Лос-Анджелес | NCIS: Los Angeles           | Денні «Данно» Вільямс |
| 2017      | с |                               | Vice Principals             | тренер                |
| 2023—...  | с | Сигнал тривоги                | Alert: Missing Persons Unit | Джейсон Грант         |